# Charibert I
Charibert I (tiếng Pháp: Caribert; tiếng Latinh: Charibertus; c. 517 – tháng 12 năm 567) là Vua Mérovingiens của Paris, con trai cả của Chlothar I và người vợ đầu tiên Ingund. Anh trai ông, Gunthar đã chết trước khi Chlothar I qua đời. Ông chia sẻ trong phân vùng của vương quốc Frank sau cái chết của cha mình vào năm 561, tiếp nhận vương quốc cũ của Childebert I, với thủ đô tại Paris.